# Pseudokrater
En pseudokrater är en vulkanisk landform som liknar en äkta vulkankrater, men som i motsats till äkta vulkankratrar inte har någon öppning som det faktiskt har strömmat lava från. Pseudokratrar är också kända som rotlösa kägelvulkaner, eftersom de saknar ett kanalsystem med magma under jordens yta.

## Uppkomst
Pseudokratrar uppstår vid explosioner av ånga som uppstår när varm lava flyter ut över ett vått underlag, som till exempel en våtmark, en insjö eller en tjärn. Den smälta lavan kommer då i kontakt med sediment mättat med vatten. När detta sker uppstår ångexplosioner. Om dessa är tillräckligt våldsamma, tränger pyroklastiskt material upp genom taket på lavaröret och bygger en kon runt öppningen. De explosiva gaserna bryter genom lavans yta på nästan samma sätt som i ett freatiskt utbrott, och tefra bygger upp kraterliknande former som kan vara mycket lika äkta vulkankratrar. Utbrottet upphör slutligen när vattenförsörjningen (som tillhandahålls av lera som grävdes ut av explosionerna) upphör, eller när lavaflödet upphör.

## Island
Pseudokratrarna vid Skútustaðir, (Skútustaðagígar), vid sjön Mývatns sydvästra strand är ett unikt exempel på hur stora psudokratrar kan bli. De är lätta att nå och drar till sig mängder av turister. 
En annan plats på Island där pseudokratrar finns är Rauðhólar utanför huvudstaden Reykjavik. Landbrotshólar på sydöstra Island är ytterligare ett område med pseudokratrar. Landbrotshólar är det mest omfattande området på Island med sådana kratrar. Det är cirka 50 kvadratkilometer stort. Åldern och ursprunget för lavautbrotten på Landbrotshólar har diskuterats, men det antas numera att det härrör från ett vulkanutbrott i Eldgjá år 934.

## Mars
Pseudokratrar har också upptäckts på Mars, något som tyder på att det en gång fanns vatten på planeten.

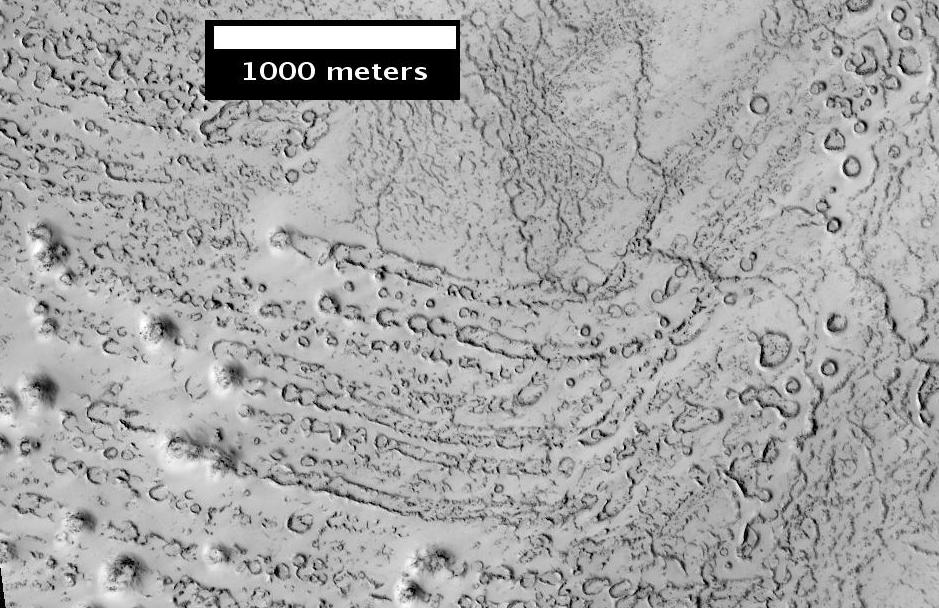
Pseudokratrar skapades på Mars genom interaktion mellan lava och is.
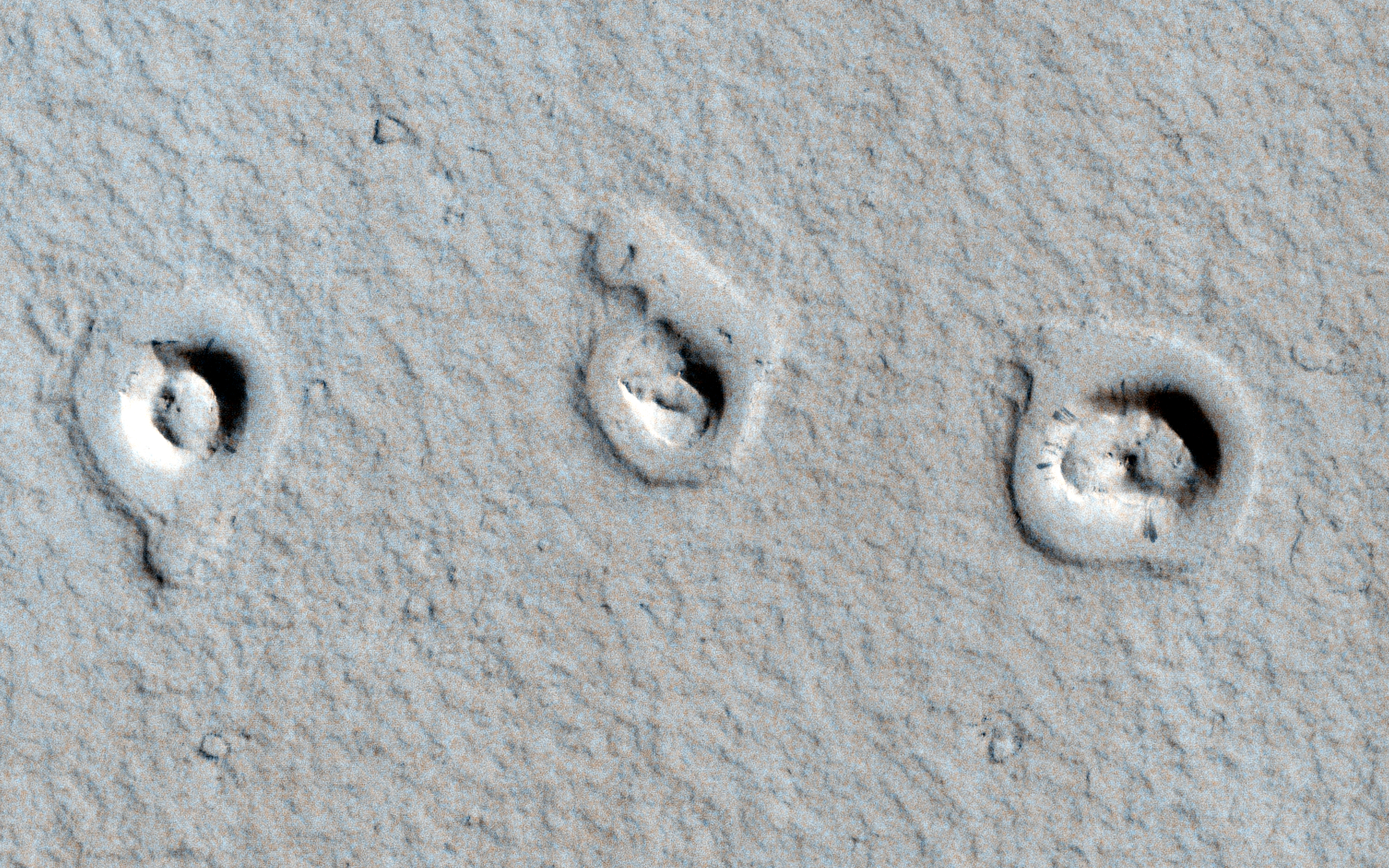
En bild av pseudokratrarna tagen närmare Mars.

## Galleri

Karta över området vid Skútustaðir
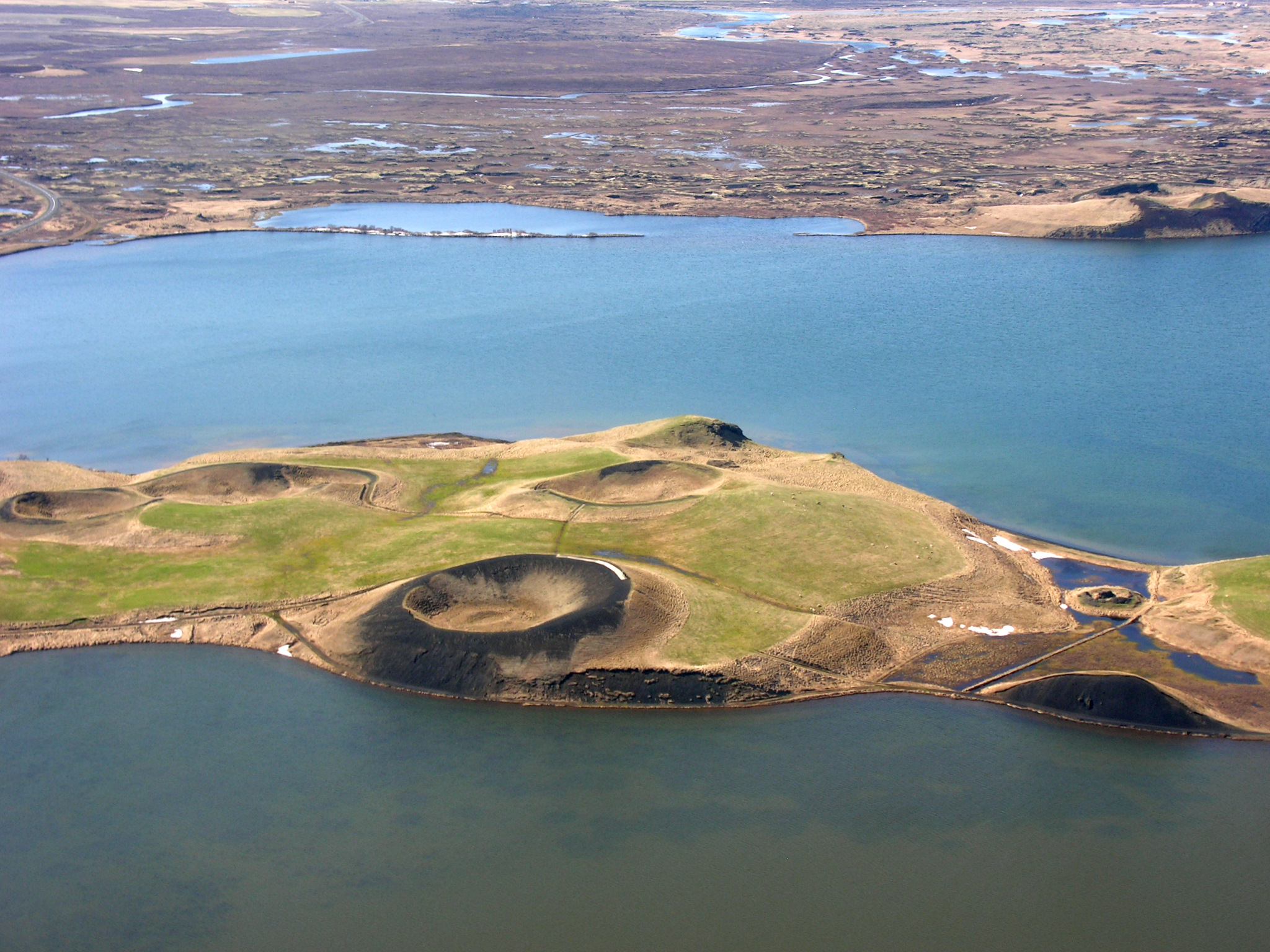
Flygbild
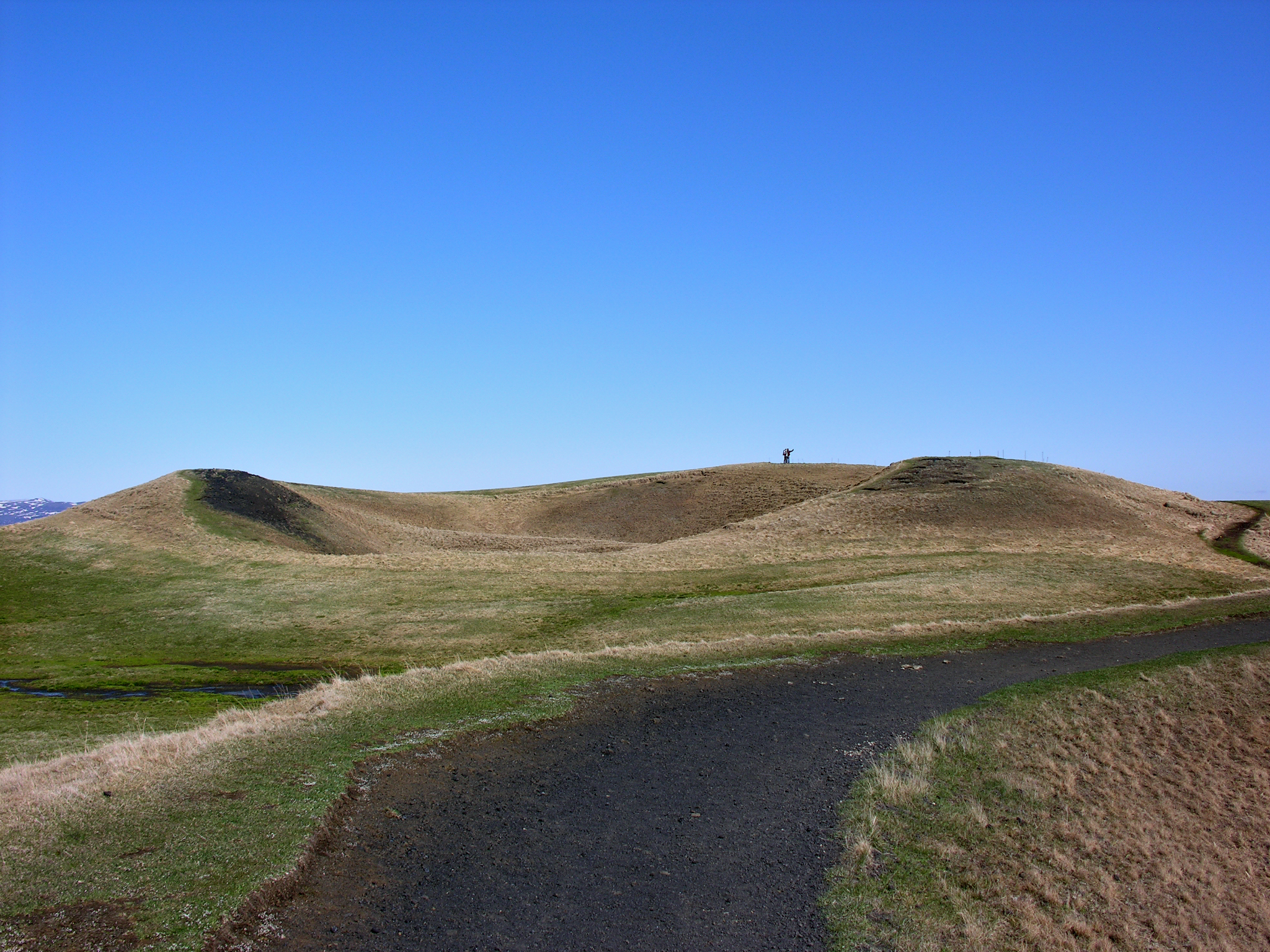
Pseudokrater vid Skútustaðir